# 1960 Ford
Ford 1960 модельного року — лінійка моделей автомобілів американської компанії Ford, які замінили моделі 1957 року і виготовлялись на одній платформі протягом 1960–1964 рр., зазнавши незначних змін, доки не були замінені на автомобілі Ford Galaxie.

## Історія
Головна лінія повнорозмірних автомобілів Ford з 1960 по 1964 рр. тепер була доповнена розмаїттям інших Ford, включаючи Thunderbird, компактний Falcon і, з 1962, середньорозмірний Fairlane. Тож головний автомобіль став ще більшим, використовуючи тепер 119 дюймову (3023 мм) колісну базу. Двигуни перейшли від моделей Ford 1959 року, як і базовий дизайн шасі, але кузов був модернізований. Складний хардтоп Skyliner зник, хоча кабріолет Sunliner залишився, і назва Fairlane була лише два роки перед зміщенням на нову середньорозмірну модель.

## 1960

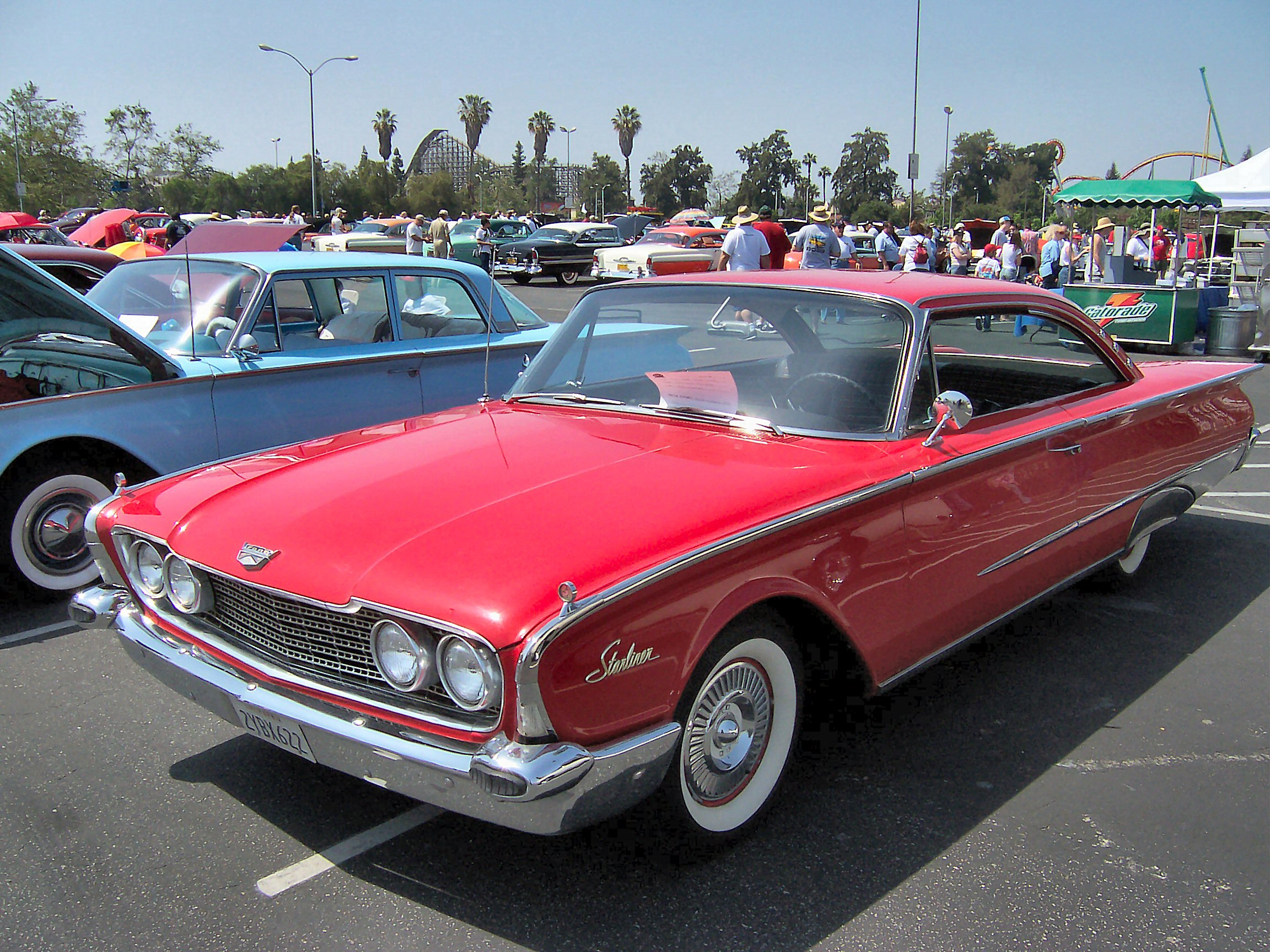
2-дв. хардтоп Galaxie Sunliner 1960 року

Ford 1960 року виглядав повністю новим з подвійними фарами у зубчасто-квадратній передній частині. Fairlane тепер був базовою моделлю в повнорозмірній лінії, разом з Fairlane 500, Galaxie і топовим Starliner. Серія універсалів продовжилась з моделями Ranch Wagon, Country Sedan і Country Squire. Елегантний 2-дверний хардтоп Starliner був вибором Ford для перегонів NASCAR. Повнорозмірні Ford 1960 року позбулись показових прикрас 1950-х для футуристичного, гладкішого вигляду. Круглі задні ліхтарі були замінені на півмісячні лише для 1960 року. Все ще були плавники, але менші – зосередження на відмові стилістів Ford, як і решти всієї галузі, від авіаційного впливу попереднього десятиліття, і, натомість, захоплення новою ідеєю – Космічною Гонкою. Здається, назва Galaxie особливо пасувала цій тенденції. Двірники вітрового скла були подовжені, щоб чистити більшу його площину. Ford також представив горловину бензобаку по центру ззаду.

## 1961

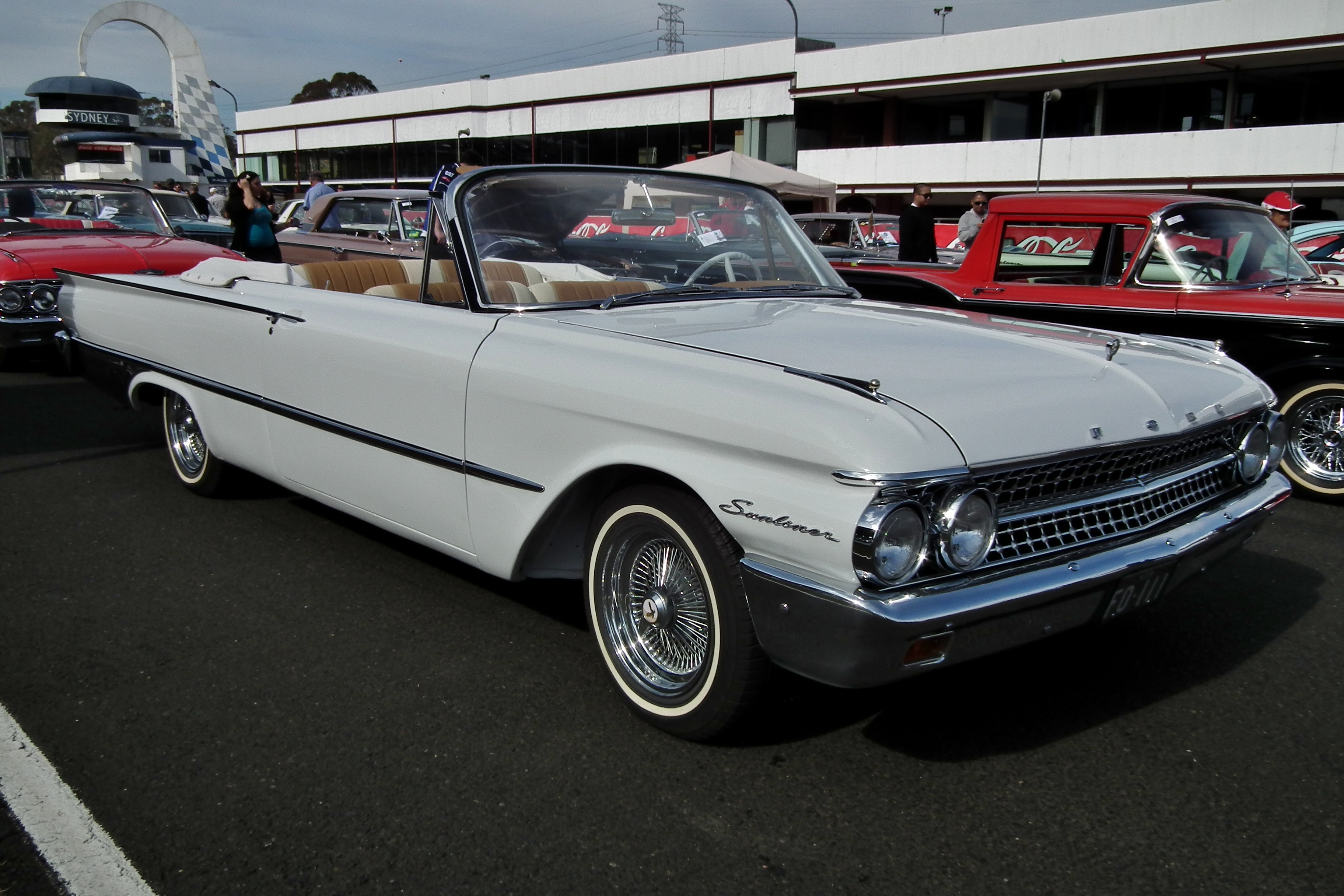
2-дв. кабріолет Galaxie Sunliner 1961 року

Зубчаста передня частина зникла в 1961 році, тому, що кузов був оновлений для кращого вигляду. Цього разу, плавники майже повністю зникли; замість них були два великі круглі задні ліхтарі по боках, які освітленими нагадували форсажну камеру. Ford чітко йшов з космічною і науково-фантастичною темою, і з успішними результатами; цей стиль Galaxie широко вважається класичним. Був доданий новий 390 куб. дюймовий (6.4 л) FE V8 із заявленою потужністю 401 к. с. (298 кВт) в потрійній версії 2-камерного карбюратора. Кнопка відкривання багажника була опційною
.

## 1962

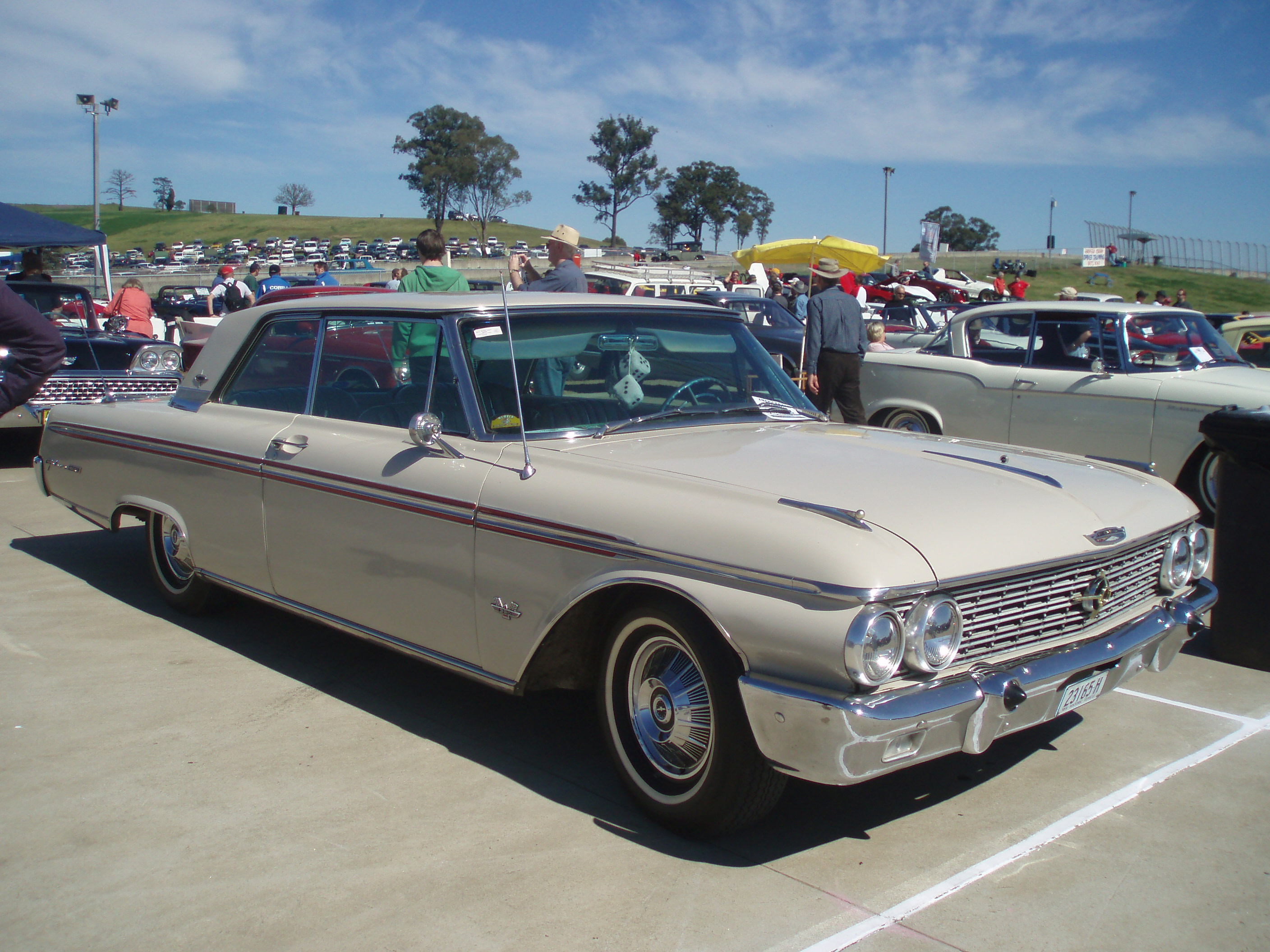
2-дв. хардтоп Galaxie 500 XL 1962 року

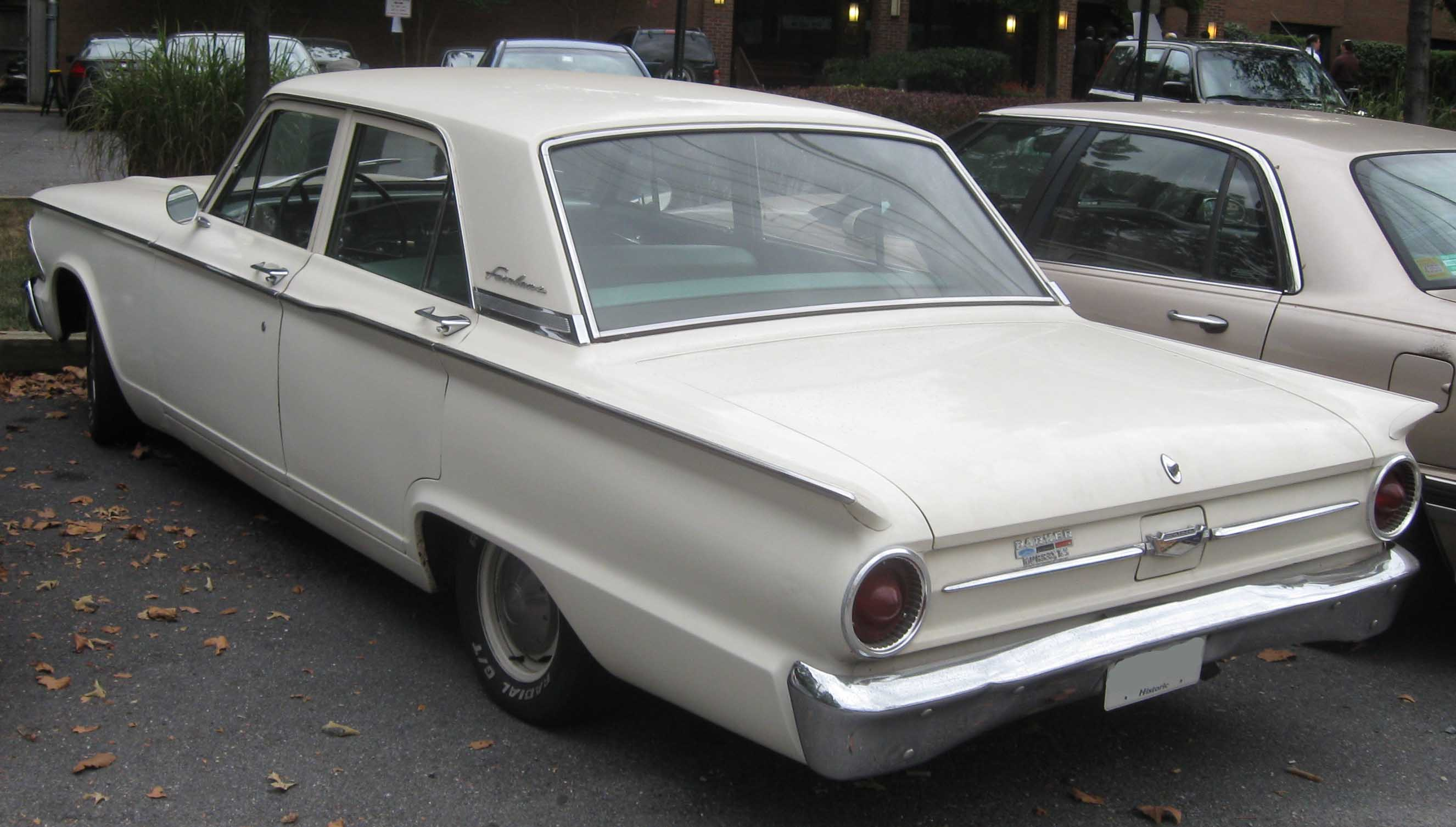
4-дв. седан Fairlane 1962 року

Тоді як назви Fairlane і Fairlane 500 були зміщені на нову середньорозмірну модельну лінію в 1962 році, повнорозмірна лінійка Ford складалась з моделей Galaxie, нового Galaxie 500 і Galaxie 500XL та серії універсалів. Також новою була 406 куб. дюймова (6.7 л) версія Ford FE середньорозмірного V8 з 405 к. с. (302 кВт). Роздільні сидіння були всюди в 1962 році – продавались як «The Lively Ones»; серія XL додала їх до кабріолета Sunliner і хардтоп-купе. Напівхардтоп-купе Starliner, яке погано продавалось, було відкинене, не залишивши Ford вибору, ніж змагатись в перегонах заводських автомобілів на Club Victoria, яке мало простий дах. Їхня найвища швидкість була нижчою, ніж у 1961 через гіршу аеродинаміку. Намагаючись придумати швидке рішення, Ford спробував ввійти зі Starlift, який був кабріолетом Sunliner зі знімним вигнутим дахом, подібним на Starliner 1960–61 рр.. NASCAR заборонив Starlift для змагань, і виготовили їх дуже мало. Кажуть, що вікна не піднімались на Starlift, коли на ньому був дах, так як вони були від Sunliner, які не пасували під лінію даху.

## 1963

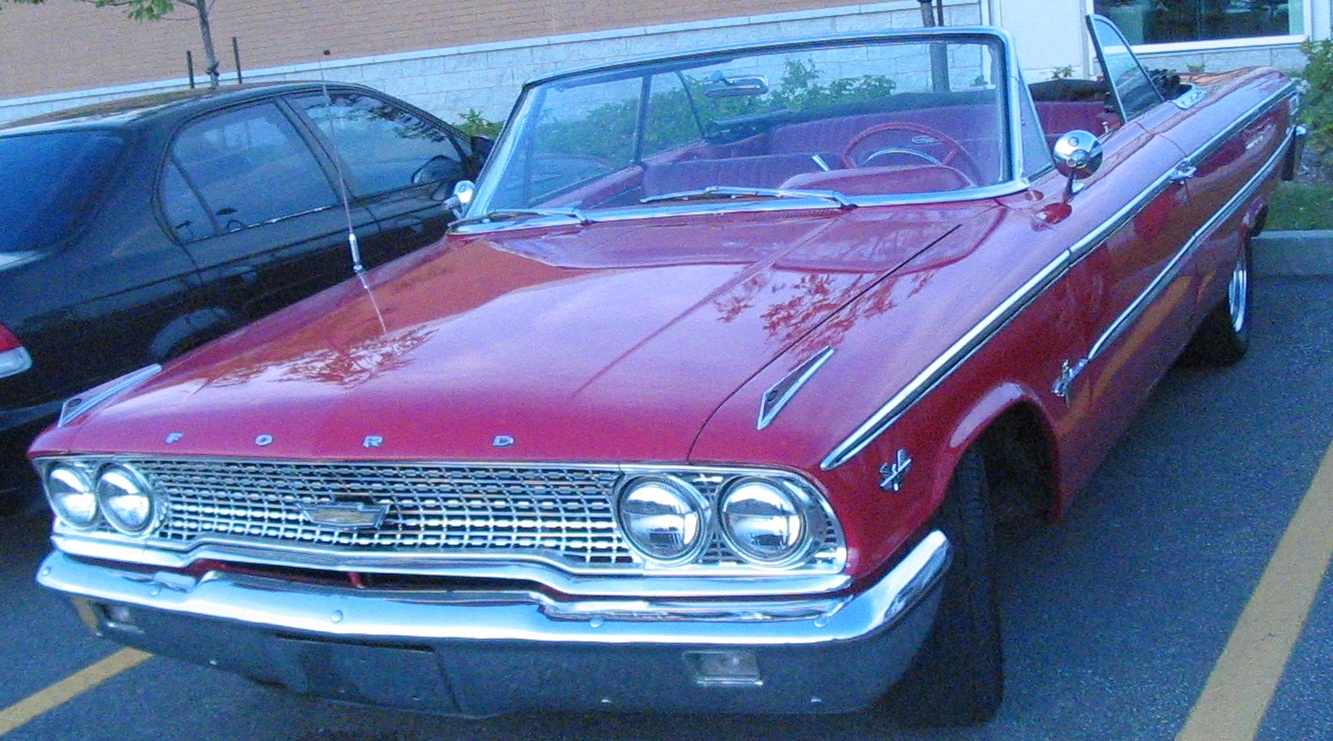
2-дв. кабріолет Galaxie 500 1963 року

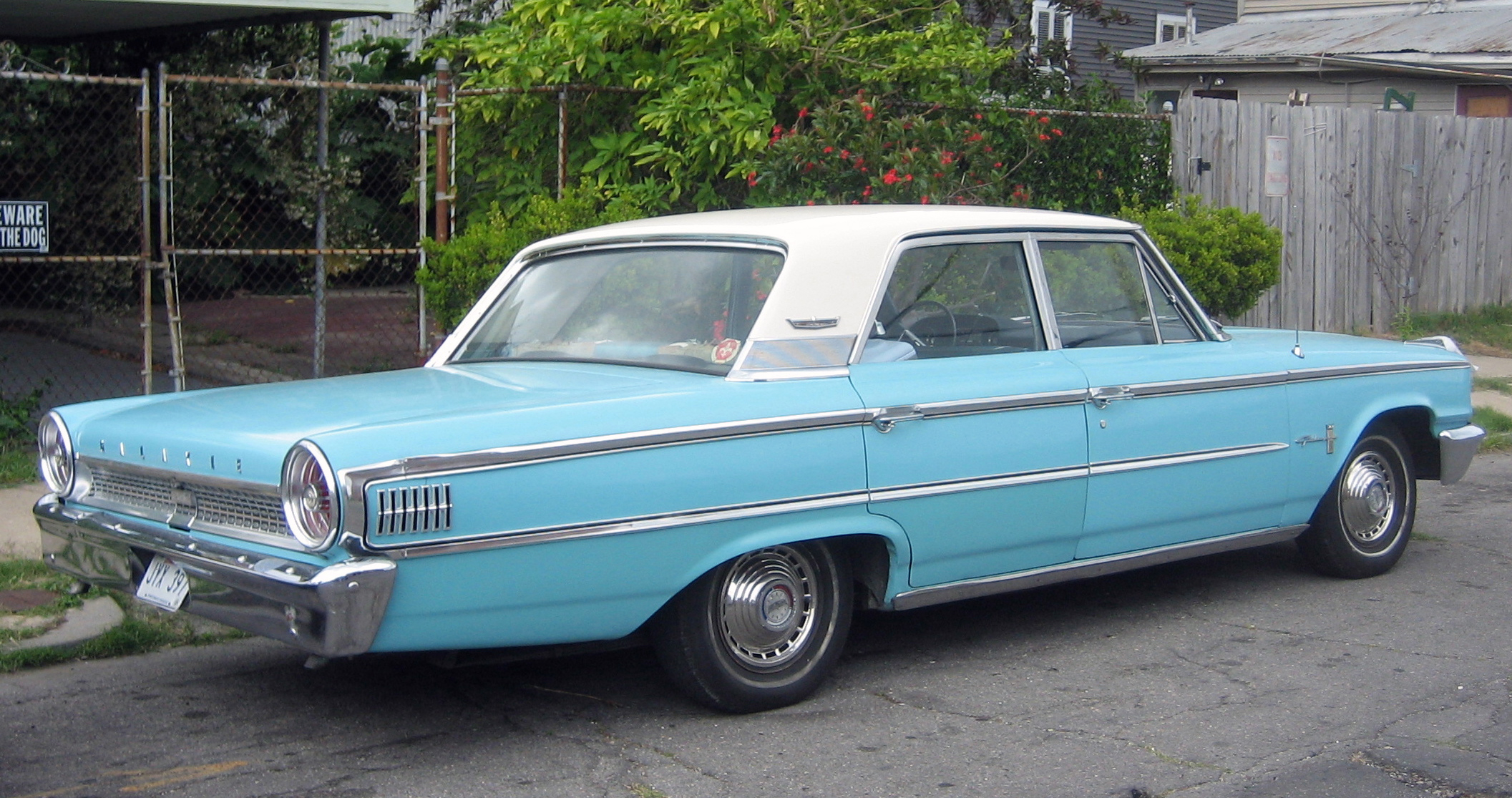
4-дв. седан Galaxie 1963 року

Ford ввійшов у 1963 рік з переможцем NASCAR Galaxie і 427 куб. дюймовим (7 л) FE V8, який видавав або 410 к. с. (306 кВт), або 425 к. с. (317 кВт). До лінійки Galaxie було додане нове хардтоп-купе, і базова модель стала називатись 300.
Хардтоп-купе мало нижчу лінію даху фастбек і було додане в середині року для покращення вигляду і, щоб робити великі автомобілі більш спроможними для змагань на треках NASCAR. Ця модель 1963½ називалась «Sports Roof» хардтоп.
Ford взяв Galaxie, оснащений 427 куб. дюймовим (7.0 л) двигуном, на серйозне змагання початку 1963 року, збудувавши кілька легких автомобілів саме для цієї цілі. Вони мали крила, двері, кришку багажника зі скловолокна і алюмінієві бампери. Ретельно оцінений в 425 к. с. (317 кВт), цей двигун також ставився на останнє втілення Керрола Шелбі, AC Cobra.
Назва Ranch Wagon була перенесена на лінійку Ford Fairlane в 1963 році, залишивши лише моделі Country Sedan і Country Squire в повнорозмірній лінійці моделей універсалів Ford.

## 1964

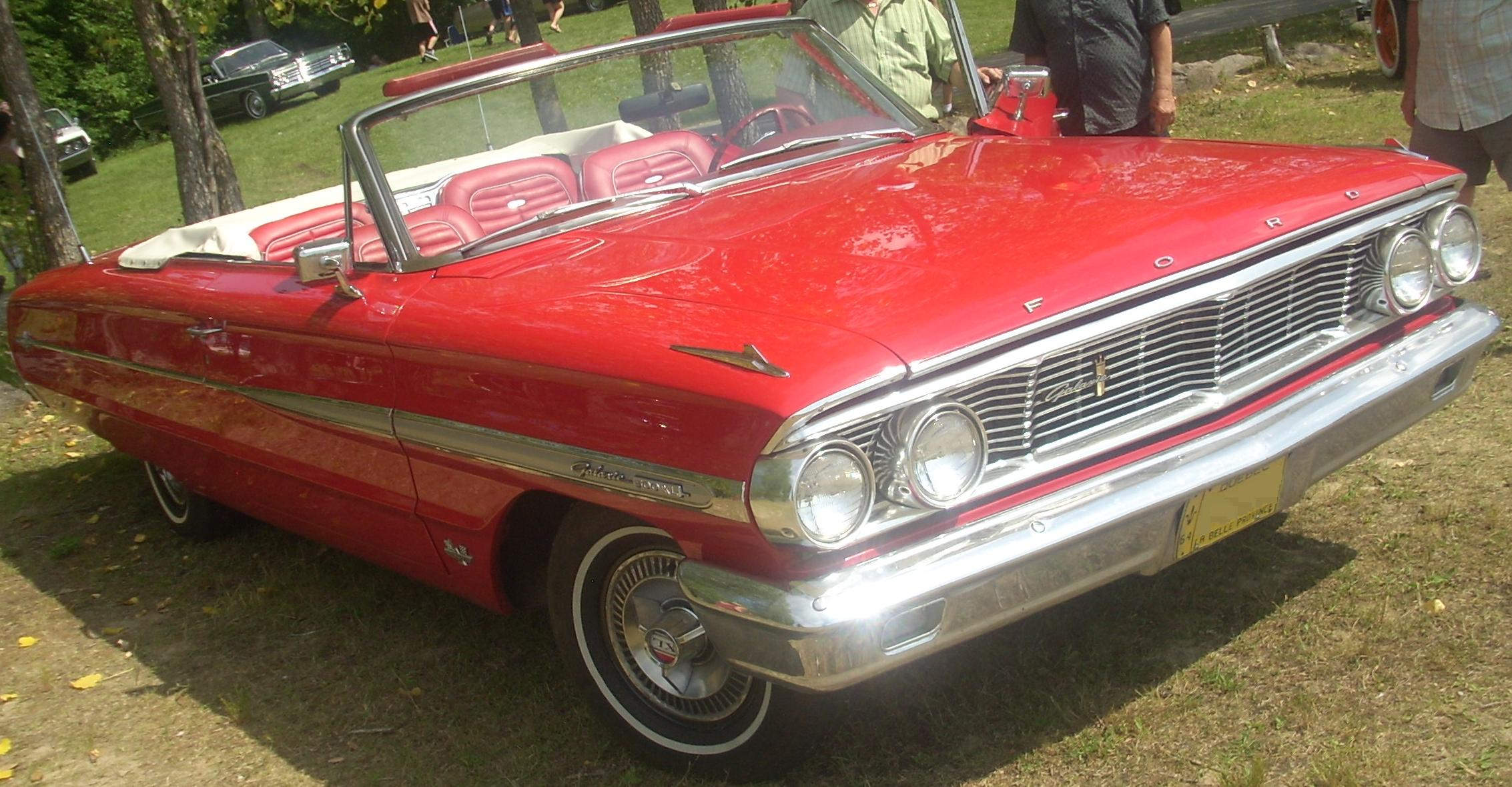
2-дв. кабріолет Galaxie 500 1964 року

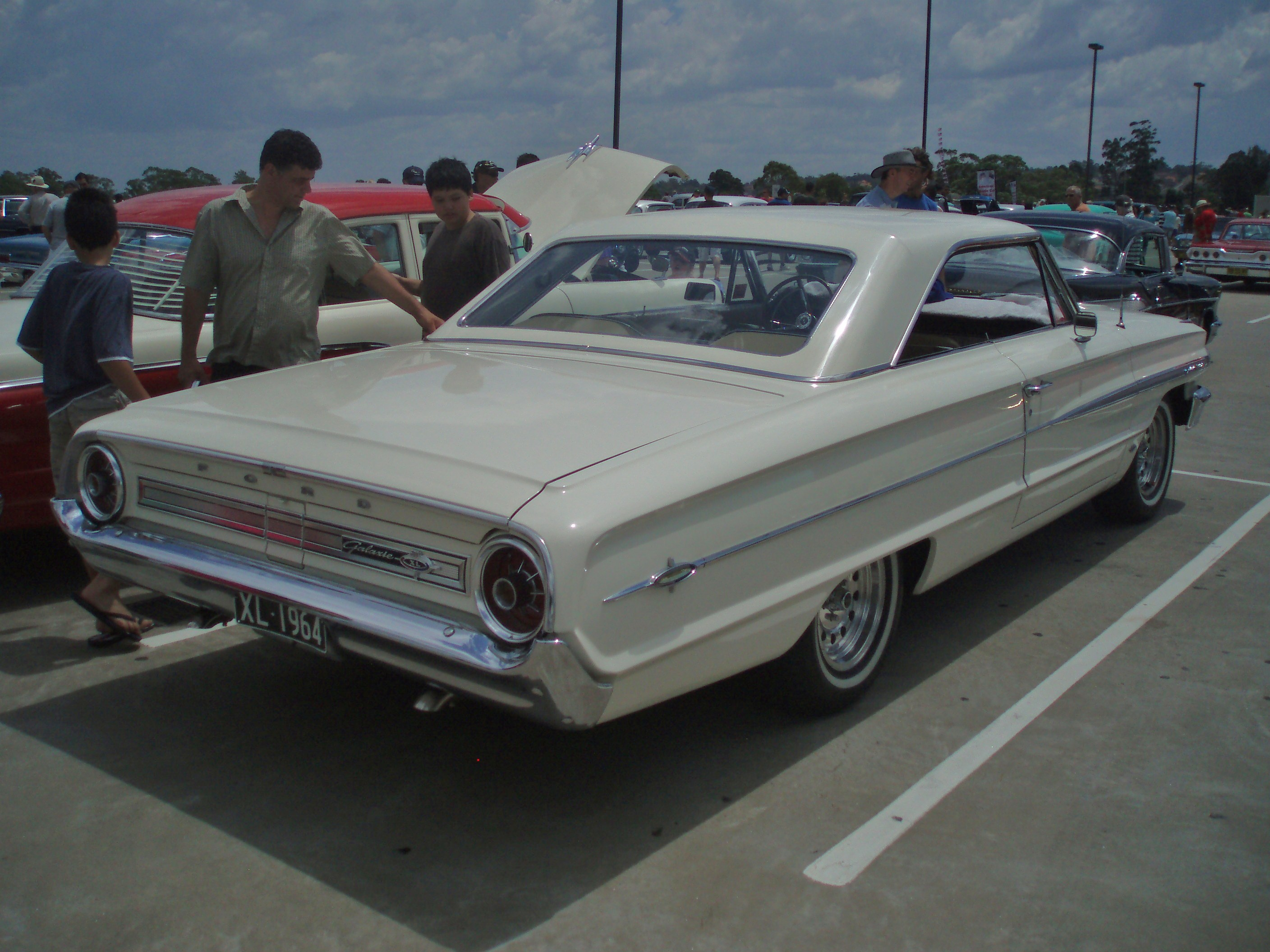
2-дв. хардтоп Galaxie 500 XL 1964 року

Останнім роком платформи повнорозмірних Ford 1960 року був 1964, з базовою моделлю 300 і повторним використанням назви Custom. Базовий Galaxie тепер називався "Custom 500". Спортивний дах ставився далі на всі хардтоп-купе. На додачу, нові скошені дахи були представлені на всіх повністю нових не-універсалах Ford '64 року. Оздоблення інтер’єру було новим, включаючи нові тонкі розділені сидіння на всі моделі XL. Панель приладів залишилась тією ж, окрім вмикача запалювання, який був зміщений зліва, від колонки керма, направо. Зовнішній стиль був ще раз оновленим, з більш рельєфним кузовом, спрямованим на зменшення опору на високих швидкостях, який, без сумніву, був зроблений для NASCAR.
Під капотом був 427 куб. дюймовий (7.0 л) двигун, який працював на високих оборотах. Ford знову брав Galaxie оснащений 427 на гоночні треки в серйозних змаганнях у 1964 році, збудувавши саме для цього кілька легких автомобілів зі скловолокна. Вони змагались з успіхом не лише в Північній Америці, але також в Об’єднаному Королівстві. Початкові сумніви щодо їхньої конкурентоздатності в Британії жили недовго; незважаючи на їхній великий розмір і вагу в порівнянні з суперниками, двигун Ford 427 дав їм конкурентне співвідношення потужності до ваги і керування було кращим, ніж було розрахованим. Вони досить успішно змагались в Європі.
В кінці року Ford представив свій новий двигун для змагань, SOHC 427 Cammer. Хоча він і не є задокументований, є чутки, що, можливо, кілька з них виїхали на вулиці. (Цей двигун був лише доступний для гонщиків через дилерську мережу чи від виробника, але його ніколи не встановлювали на заводі.) Оцінений вище від 600 к. с. (447 кВт), ЦЕ можливо найбільш потужний двигун, який коли-небудь ставився на серійний автомобіль американського виробництва. NASCAR змінив правила, однак, необхідні тисячі (замість сотні) виготовлених екземплярів в експлуатації для кваліфікації наступного сезону, і Ford вирішив випустити Cammer в цій кількості. Страхи зобов’язань концернів і погані можливості реклами в подачі публіці автомобіля, який був таким небезпечно потужним, часто згадуються як причини, але вони легко могло б бути, так як Ford сумнівався в тому, що такий двигун, непридатний для вуличного користування, міг продавати в таких кількостях.
1964-ті демонструють високі показники якості, витривалості й стилю Ford на початку 1960-х. Вони були не лише надзвичайно популярними, але довели бути такими міцними, що багато з них продовжували добре їздити і після 100,000-мильного пробігу без капітального ремонту. Holman & Moody продовжували постачати високо-модифікованим обладнанням для великих Ford '64, даючи їм перемоги в NASCAR.